# Państwo narodowe
Państwo narodowe – państwo, którego prawie wszyscy mieszkańcy stanowią jeden naród i zdecydowana większość członków tego narodu zamieszkuje to właśnie państwo. Taka forma państwa wynika m.in. z postulowanego przez ONZ prawa narodów do samostanowienia zawartego w art. 1 Międzynarodowego paktu praw obywatelskich i politycznych (1966) oraz Międzynarodowego paktu praw gospodarczych, społecznych i kulturalnych (1966).
Jeśli przyjąć etniczną definicję narodu, to państwa narodowe praktycznie nie istnieją. Z drugiej strony, jeśli przyjąć polityczną definicję narodu jako mieszkańców jednego państwa, to każde państwo jest państwem narodowym.
W koloniach, które uzyskały później niepodległość, granice zależały w większym stopniu od struktury administracji kolonialnej, niż od różnic etnicznych, językowych i innych między grupami ludności, napływowej czy też autochtonicznej. Narody tworzyły się dopiero w obrębie istniejących państw. O ile na terytoriach, gdzie przeważała ludność napływowa (Ameryka Północna, Ameryka Południowa, Australia, itd.), procesy narodotwórcze były dość silne, to tam, gdzie przeważała ludność miejscowa (w szczególności w Afryce), a granice były prowadzone bez zwracania uwagi na związki etniczne i historię tych ziem, więzy narodowe są słabe.
Największe państwa Azji, takie jak Chiny, Indie, Rosja, obejmują ziemie zamieszkane przez wiele niespokrewnionych grup etnicznych.
Jest tu jednak też wiele państw typowo narodowych, takich jak Japonia, obie Koree, itd.
W Europie istnieją zarówno państwa narodowe, jak i wielonarodowe,
jednak trudno wyznaczyć między nimi wyraźną granicę. Raczej jednonarodowy charakter ma większość państw Europy Środkowej, Północnej i Wschodniej. Wiele z tych państw powstało w wyniku działań ruchów narodowyzwoleńczych w XX wieku, zwłaszcza po I wojnie światowej oraz po upadku komunizmu w Europie. Typowo wielonarodowe są takie państwa, jak Wielka Brytania czy Hiszpania. Wiele państw trudno jest jednoznacznie zakwalifikować – np. Belgia raz określana jest jako państwo narodowe zamieszkiwane przez Belgów, innym zaś razem jako dwunarodowe państwo Walonów i Flamandów.